# Fred Tatasciore

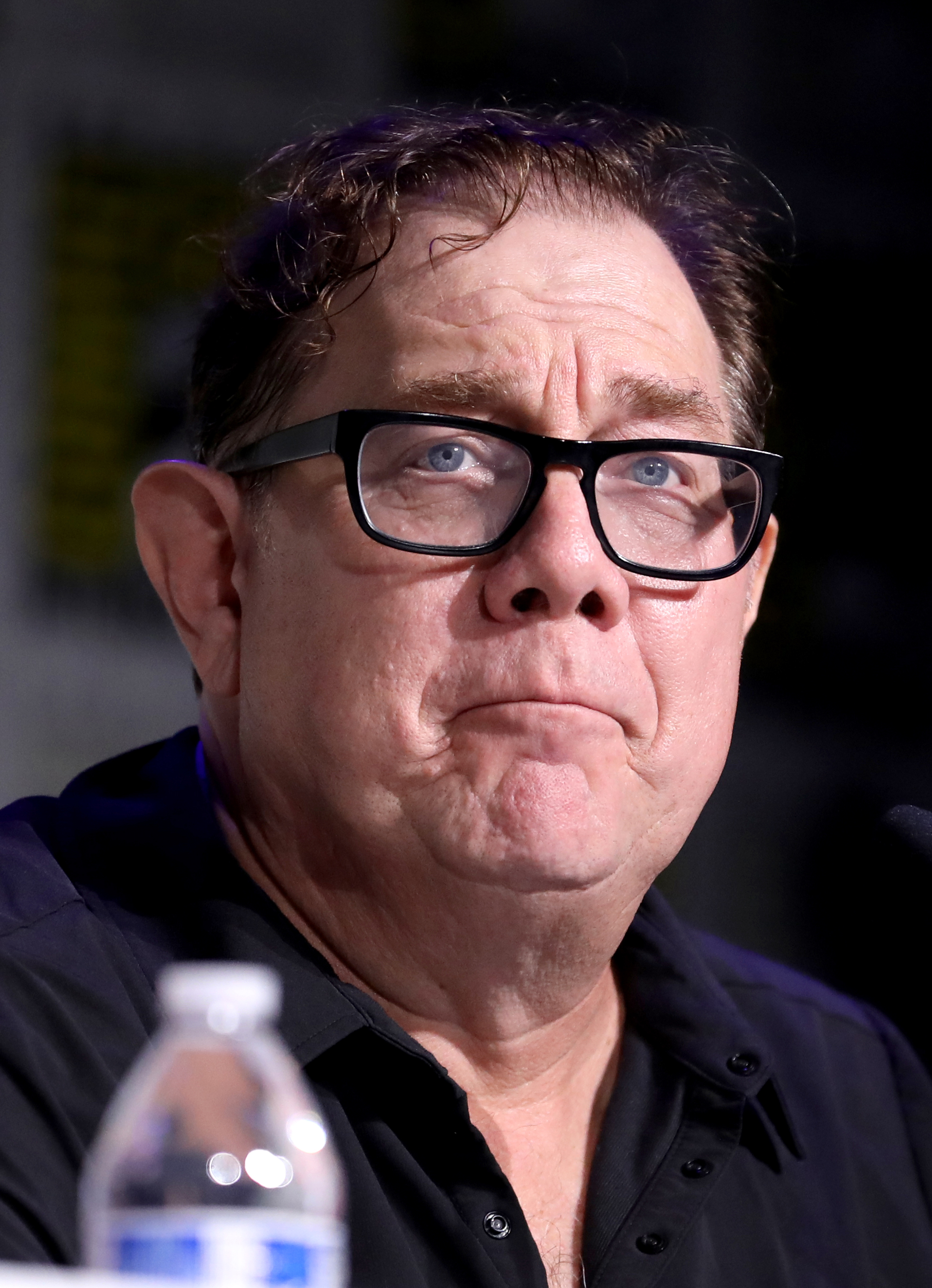
Fred Tatasciore auf der San Diego Comic-Con International 2023

Frederick O. „Fred“ Tatasciore (* 13. Juni 1968 in New York City) ist ein US-amerikanischer Synchronsprecher. Mit der Beteiligung an mehr als 1000 verschiedenen Produktionen ist er einer der profiliertesten Vertreter seines Fachs der letzten Jahrzehnte.

## Werdegang
Tatasciores Vorfahren stammen aus Italien. Bevor er das Synchronsprechen zu seinem Beruf machte, war er als Stand-up-Comedian aktiv. Um das Jahr 2000 begann er damit, hauptberuflich als Synchronsprecher zu arbeiten. Seitdem sprach er in weit mehr als 1000 Produktionen, die Hälfte davon waren Computer- und Videospiele, etwa 300 Fernsehserien, mehr als 150 Spielfilmen und etwa 50 Videoproduktionen. Dabei ist er sowohl als Sprecher zumeist profilierter Nebenrollen sowie ergänzender Stimmen (additional voices), zuweilen auch Hauptrollen, in Originalproduktionen wie auch Synchronfassungen fremdsprachiger Filme tätig. Bei Letzterem handelt es sich zumeist um nicht-englischsprachige Animationsfilme sowie Actionfilme aus Hongkong mit Jackie Chan und Jet Li. Seine tiefe, kraftvolle und variable Stimme ist dabei sein Markenzeichen. Er sprach für viele der großen Franchises, darunter Marvel (den Hulk, Beast, Volstagg), DC (Solomon Grundy), Star Wars (Qui-Gon Jinn, Oppo Rancisis, Roos Tarpals), Star Trek (Shaxs), Looney Tunes (Yosemite Sam), Transformers (Megatron) und in Disney-Filmen.

## Filmografie (Auswahl)

### Kinofilme
- 2004: Team America
- 2005: Final Fantasy VII: Advent Children
- 2006: Coco – Der neugierige Affe (Curious George)
- 2006: Tierisch wild (The Wild)
- 2006: Lucas, der Ameisenschreck (The Ant Bully)
- 2006: Der tierisch verrückte Bauernhof (Barnyard)
- 2006: Schweinchen Wilbur und seine Freunde (Charlotte's Web)
- 2007: TMNT – Teenage Mutant Ninja Turtles
- 2007: Triff die Robinsons (Meet the Robinsons)
- 2007: Verwünscht (Enchanted)
- 2007: Die Legende von Beowulf (Beowulf)
- 2008: Der unglaubliche Hulk (The Incredible Hulk)
- 2008: Madagascar 2 (Madagascar: Escape 2 Africa)
- 2008: Die Geheimnisse der Spiderwicks (The Spiderwick Chronicles)
- 2009: Küss den Frosch (The Princess and the Frog)
- 2009: #9 (9)
- 2011: Rapunzel – Neu verföhnt (Tangled)
- 2011: Kung Fu Panda 2
- 2012: Ralph reichts (Wreck-It Ralph)
- 2013: Star Trek Into Darkness
- 2009: Planes
- 2012: Die Eiskönigin – Völlig unverfroren (Frozen)
- 2014: Zombiber (Zombeavers)
- 2014: Son of Batman
- 2014: Planes 2 – Immer im Einsatz (Planes: Fire & Rescue)
- 2014: Die Boxtrolls (The Boxtrolls)
- 2015: Hotel Transsilvanien 2 (Hotel Transylvania 2)
- 2015: Star Wars: Das Erwachen der Macht (Star Wars: Episode VII - The Force Awakens)
- 2016: Kung Fu Panda 3
- 2016: The Huntsman & The Ice Queen (The Huntsman: Winter's War)
- 2016: Angry Birds – Der Film (The Angry Birds Movie)
- 2016: Vaiana (Moana)
- 2016: Batman: The Killing Joke
- 2016: Hulk: Where Monsters Dwell
- 2016: Rogue One: A Star Wars Story (Rogue One)
- 2017: Power Rangers
- 2017: Resident Evil: Vendetta (Baiohazâdo: Vendetta)
- 2017: Annabelle 2 (Annabelle: Creation)
- 2017: Emoji – Der Film (The Emoji Movie)
- 2017: Gnomes & Trolls (Gnome Alone)
- 2017: Star Wars: Die letzten Jedi (Star Wars: Episode VIII - The Last Jedi)
- 2018: Batman Ninja
- 2018: Hotel Transsilvanien 3 – Ein Monster Urlaub (Hotel Transylvania 3: Summer Vacation)
- 2018: A.X.L. (A-X-L)
- 2018: Die Unglaublichen 2 (Incredibles 2)
- 2018: Next Gen – Das Mädchen und ihr Roboter (Next Gen)
- 2016: Solo: A Star Wars Story
- 2019: Shazam!
- 2019: Pets 2 (The Secret Life of Pets 2)
- 2019: Die Eiskönigin II (Frozen II)
- 2019: Star Wars: Der Aufstieg Skywalkers (Star Wars: Episode IX - The Rise of Skywalker)
- 2020: Scooby! Voll verwedelt (Scoob!)
- 2021: Army of the Dead
- 2021: Batman: The Long Halloween
- 2021: Space Jam: A New Legacy
- 2021: Trolljäger: Das Erwachen der Titanen (Trollhunters: Rise of the Titans)
- 2021: The Witcher: Nightmare of the Wolf
- 2022: Hotel Transsilvanien 4 – Eine Monster Verwandlung (Hotel Transylvania: Transformania)
- 2022: Marmaduke
- 2022: Minions – Auf der Suche nach dem Mini-Boss (Minions: The Rise of Gru)
- 2023: Trolls – Gemeinsam Stark (Trolls Band Together)
- 2023: Elemental

### Synchronisation fremdsprachiger Kinofilme
(angegeben ist die ursprüngliche Erstveröffentlichung, nicht die der US-Synchronfassung)
- 1982: Dragon Lord
- 1983: Der Superfighter
- 1984: Doraemon: Nobita's Great Adventure into the Underworld
- 1987: Projekt B
- 1993: Three Heroines of the East
- 1993: Iron Tiger (The Legend of Fong Sai Yuk 2 aka Fong Sai-Yuk tsuktsap)
- 1994: Fist of Legend (Jing wu ying xiong)
- 1995: My Father Is A Hero (Gei baba de xin)
- 1995: Total Risk (High Risk)
- 2007: Doraemon: Nobita no shin makai daibôken 'Shichinin no mahô tsukai'
- 2010: Willkommen zur SPACE SHOW (Uchû shô e yôkoso)
- 2011: Ein Brief an Momo (Momo e no tegami)
- 2012: Eiga Doraemon: Nobita to kiseki no shima - Animaru adobenchâ
- 2012: Okresní prebor – Poslední zápas Pepika Hnátka
- 2012: Delhi Safari
- 2012: Road to Ninja: Naruto the Movie
- 2014: Eiga Doraemon: Shin Nobita no daimakyô
- 2014: Erinnerungen an Marnie (Omoide no Mânî)
- 2020: Poupelle und die andere Seite des Himmels (Eiga Entotsumachi no Puperu)
- 2020: Der Imaginäre (Yaneura no Rajâ)

### Fernsehfilme und Specials
- 2007: Ben 10 - Das Geheimnis der Omnitrix (Ben 10: Secret of the Omnitrix)
- 2011: Phineas und Ferb: Quer durch die 2. Dimension (Phineas and Ferb the Movie: Across the 2nd Dimension)
- 2012: Ben 10: Destroy All Aliens
- 2013: Phineas and Ferb: Mission Marvel
- 2015: Half-Shell Heroes: Ab in die Dinozeit (Half-Shell Heroes: Blast to the Past)
- 2016: DC Super Hero Girls: Super Hero High
- 2017: Michael Jackson's Halloween
- 2019: DC Super Hero Girls: Sweet Justice
- 2019: Invader ZIM: Enter the Florpus
- 2023: Invincible: Atom Eve

### Fernsehserien
- seit 1999: Family Guy (102 Episoden)
- 2001–2003: Invader Zim (9 Episoden)
- 2002–2006: Scooby-Doo! (What's New, Scooby-Doo?, 3 Episoden)
- 2005: Star Wars: Clone Wars (2 Episoden)
- 2005–2008: Ben 10 (23 Episoden)
- 2005–2021: Robot Chicken (18 Episoden)
- seit 2005: American Dad (35 Episoden)
- 2006: Avatar – Der Herr der Elemente (1 Episode)
- 2006: Zeit der Sehnsucht (Days of Our Lives, 2 Episoden)
- 2006: Kuzco’s Königsklasse (The Emperor's New School, 13 Episoden)
- 2007–2011: Barnyard – Der tierisch verrückte Bauernhof (Back at the Barnyard, 24 Episoden)
- 2008–2009: Wolverine and the X-Men (18 Episoden)
- 2008–2009: The Secret Saturdays (29 Episoden)
- 2008–2013: The Garfield Show (3 Episoden)
- 2009–2011: The Cleveland Show (9 Episoden)
- 2009–2013: Phineas und Ferb (Phineas and Ferb, 2 Episoden)
- 2010–2011: Ben 10: Ultimate Alien (3 Episoden)
- 2010–2011: Batman: The Brave and the Bold (3 Episoden)
- 2010–2012: Die Pinguine aus Madagascar (5 Episoden)
- 2010–2013: Planet Max (Planet Sheen, 28 Episoden)
- 2010–2013: Mad (32 Episoden)
- 2010–2024: Die Avengers – Die mächtigsten Helden der Welt (The Avengers: Earth's Mightiest Heroes, 32 Episoden)
- 2011: Marvel Anime: Wolverine (Wolverine, Miniserie)
- 2011: Marvel Anime: X-Men (X-Men, Miniserie)
- 2011: Star Wars: The Clone Wars (1 Episode)
- 2011–2016: Kung Fu Panda – Legenden mit Fell und Fu (Kung Fu Panda: Legends of Awesomeness, 76 Episoden)
- 2012: ThunderCats (The Emperor's New School, 3 Episoden)
- 2012: Shaun das Schaf (Shaun the Sheep, 1 Episode)
- 2012: Big Time Rush (1 Episode)
- 2012–2013: TRON: Der Aufstand (Tron: Uprising, 4 Episoden)
- 2012–2014: Robot and Monster (18 Episoden)
- 2012–2015: Willkommen in Gravity Falls (Gravity Falls, 6 Episoden)
- 2012–2015: Der ultimative Spider-Man (Ultimate Spider-Man, 17 Episoden)
- 2012–2017: Regular Show – Völlig abgedreht (Regular Show, 28 Episoden)
- 2012–2019: Avengers – Gemeinsam unbesiegbar! (Avengers Assemble, 90 Episoden)
- 2013–2014: Monsters vs. Aliens (11 Episoden)
- 2013–2015: Hulk und das Team S.M.A.S.H. (Hulk and the Agents of S.M.A.S.H., 52 Episoden)
- 2013–2016: Sie nannten ihn Wander (Wander Over Yonder, 24 Episoden)
- 2013–2017: Teenage Mutant Ninja Turtles (21 Episoden)
- 2013–2019: Young Justice (5 Episoden)
- 2013–2023: Archer (7 Episoden)
- 2014: BoJack Horseman (1 Episode)
- 2014: Mixels (11 Episoden)
- 2014–2016: Die Brot-Piloten – Zwei Erpel liefern aus (Breadwinners, 20 Episoden)
- 2014–2016: TripTank (12 Episoden)
- 2014–2017: Penn Zero – Teilzeitheld (Penn Zero: Part-Time Hero, 25 Episoden)
- 2014–2021: Bubble Guppies (25 Episoden)
- 2015: Mom (1 Episode)
- 2015: Batman Unlimited (1 Episode)
- 2015–2017: Die Mr. Peabody & Sherman Show (The Mr. Peabody & Sherman Show, 17 Episoden)
- 2015–2017: Bleib cool, Scooby-Doo! (Be Cool, Scooby-Doo!, 10 Episoden)
- 2015–2017: Schwein Ziege Banane Grille (Pig Goat Banana Cricket, 14 Episoden)
- 2015–2018: DC Super Hero Girls (22 Episoden)
- 2015–2019: Star gegen die Mächte des Bösen (Star vs. the Forces of Evil, 36 Episoden)
- 2015–2020: Die neue Looney Tunes Show (Wabbit: A Looney Tunes Production, 21 Episoden)
- 2016: Star Wars Rebels (1 Episode)
- 2016: Transformers: Getarnte Roboter (Transformers: Robots in Disguise, 5 Episoden)
- 2016–2018: Trolljäger (Trollhunters: Tales of Arcadia, 51 Episoden)
- 2016–2019: Powerpuff Girls (The Powerpuff Girls, 16 Episoden)
- 2016–2019: Fragestunde mit den StoryBots (Ask the StoryBots, 21 Episoden)
- 2016–2021: Ben 10 (7 Episoden)
- seit 2016: Willkommen bei den Louds (The Loud House, 20 Episoden)
- 2017: Jeff & Some Aliens (5 Episoden)
- 2017: Justice League Action (3 Episoden)
- 2017: Castlevania (4 Episoden)
- 2017–2018: Lost in Oz (19 Episoden)
- 2017–2018: Voltron: Legendärer Verteidiger (Voltron: Legendary Defender, 9 Episoden)
- 2017–2018: Marvel Future Avengers (31 Episoden)
- 2017–2019: The Orville (2 Episoden)
- 2017–2019: We Bare Bears – Bären wie wir (We Bare Bears, 5 Episoden)
- 2017–2019: DuckTales (DuckTales, 7 Episoden)
- 2017–2019: Guardians of the Galaxy (9 Episoden)
- 2017–2020: Spider-Man (37 Episoden)
- 2018: Akte X – Die unheimlichen Fälle des FBI (The X File, 1 Episode)
- 2018: Supernatural (1 Episode)
- 2018: Little Big Awesome (13 Episoden)
- 2018–2019: 3 von oben (3Below: Tales of Arcadia, 19 Episoden)
- 2018–2020: Star Wars Resistance (7 Episoden)
- 2018–2020: Der Aufstieg der Teenage Mutant Ninja Turtles (Rise of the Teenage Mutant Ninja Turtles, 10 Episoden)
- 2018–2020: Baymax – Robowabohu in Serie (Big Hero 6: The Series, 6 Episoden)
- 2018–2024: Big City Greens (11 Episoden)
- 2019: SpongeBob Schwammkopf (SpongeBob SquarePants, 1 Episode)
- 2019: Carmen Sandiego (1 Episode)
- 2019: Costume Quest (14 Episoden)
- 2019–2020: DC Super Hero Girls: Super Shorts (14 Episoden)
- 2019–2020: Lego City – Abenteuer (Lego City Adventures, 12 Episoden)
- 2019–2021: DC Super Hero Girls (20 Episoden)
- 2019–2021: Fast & Furious Spy Racers (17 Episoden)
- 2019–2022: Grünes Ei mit Speck (Green Eggs and Ham, 15 Episoden)
- 2019–2022: Amphibia (Green Eggs and Ham, 10 Episoden)
- 2019–2022: Love, Death & Robots (5 Episoden)
- 2019–2023: Looney Tunes Cartoons (42 Episoden)
- 2020: Bless the Harts (1 Episode)
- 2020: Die Zauberer (Wizards: Tales of Arcadia, 7 Episoden)
- 2020–2021: Willkommen im Haus der Eulen (The Owl House, 5 Episoden)
- 2020–2022: Die Mächtigen (The Mighty Ones, 36 Episoden)
- 2020–2022: Animaniacs (11 Episoden)
- 2020–2024: Blood of Zeus (11 Episoden)
- 2020–2024: Star Trek: Lower Decks (50 Episoden)
- 2021: Devil May Care (7 Episoden)
- 2021–2022: Kid Cosmic (24 Episoden)
- 2021–2022: He-Man and the Masters of the Universe (22 Episoden)
- 2021–2023: Rugrats (15 Episoden)
- 2021–2023: Der Geist und Molly McGee (The Ghost and Molly McGee, 6 Episoden)
- 2021–2023: Stilles Wasser (Stillwater, 5 Episoden)
- 2021–2024: Hit-Monkey (20 Episoden)
- 2021–2024: Arcane (5 Episoden)
- 2021–2024: What If…? (15 Episoden)
- seit 2021: Baby Sharks große Show! (Baby Shark's Big Show!, 20 Episoden)
- seit 2021: Solar Opposites (9 Episoden)
- seit 2021: Teen Titans Go! (23 Episoden)
- seit 2021: Invincible (12 Episoden)
- 2022: Primal (5 Episoden)
- 2022–2023: Eureka! (30 Episoden)
- 2022–2023: Storybots: Answer Time (22 Episoden)
- 2022–2023: Ich bin Groot (I Am Groot, 9 Episoden)
- 2022–2024: Star Trek: Prodigy (2 Episoden)
- 2022–2024: Die Patrick Star Show (The Patrick Star Show, 2 Episoden)
- 2023: Power Rangers Cosmic Fury (9 Episoden)
- 2023: Krapopolis (2 Episoden)
- 2023–2025: Moon Girl and Devil Dinosaur (40 Episoden)
- seit 2023: Royal Crackers (15 Episoden)
- seit 2023: The Legend of Vox Machina (4 Episoden)
- seit 2023: Tiny Toons Looniversity (11 Episoden)
- seit 2024: Tales of the Teenage Mutant Ninja Turtles (9 Episoden)
- seit 2024: Star Wars: Skeleton Crew (6 Episoden)
- seit 2024: Hamster & Gretel (2 Episoden)

### Synchronisation fremdsprachiger Fernsehserien
(angegeben ist die ursprüngliche Erstveröffentlichung, nicht die der US-Synchronfassung)
- 2002–2003: Naruto (7 Episoden)
- 2007: Afro Samurai (Miniserie)
- 2007–2016: Naruto Shippuden (Naruto: Shippûden, 33 Episoden)
- 2009–2010: Mascha und der Bär (Masha i Medved, 2 Episoden)
- 2019–2021: Miraculous – Geschichten von Ladybug und Cat Noir (Miraculous: Les aventures de Ladybug et Chat Noir, 3 Episoden)
- 2019–2023: Ultraman (Miraculous: Les aventures de Ladybug et Chat Noir, 20 Episoden)

### Computer- und Videospiele
- 2004: The Bard’s Tale
- 2004: Spyro: A Hero's Tail
- 2004: World of Warcraft
- 2004: Der Herr der Ringe: Die Schlacht um Mittelerde (The Lord of the Rings: The Battle for Middle-Earth)
- 2005: God of War
- 2005: Age of Empires III
- 2005: Call of Duty 2
- 2005: Call of Duty 2: Big Red One
- 2005: The Matrix: Path of Neo
- 2006: Der Herr der Ringe: Die Schlacht um Mittelerde 2
- 2006: Guild Wars: Factions
- 2006: Heroes of Might and Magic V
- 2006: Der Herr der Ringe: Die Schlacht um Mittelerde II – Aufstieg des Hexenkönigs
- 2007: God of War II
- 2007: Halo 3
- 2007: Assassin’s Creed
- 2008: God of War: Chains of Olympus
- 2008: Command & Conquer: Alarmstufe Rot 3
- 2008: Call of Duty: World at War
- 2008: Prince of Persia
- 2009: Der Herr der Ringe: Die Eroberung
- 2006: Prince of Persia: Epilogue
- 2009: Company of Heroes: Tales of Valor
- 2009: Halo 3: ODST
- 2009: League of Legends
- 2009: Call of Duty: Modern Warfare 2
- 2009: Assassin’s Creed II
- 2009: Left 4 Dead 2
- 2009: Warhammer 40.000: Dawn of War II
- 2010: Mass Effect 2
- 2010: Assassin's Creed II: Bonfire of the Vanities
- 2010: Warhammer 40.000: Dawn of War II
- 2010: God of War III
- 2010: Prince of Persia - Die vergessene Zeit (Prince of Persia: The Forgotten Sands)
- 2010: StarCraft II: Wings of Liberty
- 2010: Der Herr der Ringe: Die Abenteuer von Aragorn (The Lord of the Rings: Aragorn's Quest)
- 2010: Fallout: New Vegas
- 2010: Star Wars: The Force Unleashed II
- 2010: God of War: Ghost of Sparta
- 2010: Call of Duty: Black Ops
- 2010: Assassin’s Creed: Brotherhood
- 2010: Tron: Evolution
- 2011: Warhammer 40,000: Dawn of War II – Retribution
- 2011: Dragon Age 2
- 2011: Might & Magic: Heroes VI
- 2011: Red Faction: Armageddon
- 2011: Skylanders: Spyro's Adventure
- 2011: Uncharted 3: Drake’s Deception
- 2011: Der Herr der Ringe: Der Krieg im Norden (The Lord of the Rings: War in the North)
- 2011: Halo: Combat Evolved Anniversary
- 2011: Star Wars: The Old Republic
- 2012: Mass Effect 3
- 2012: Diablo III
- 2012: Guild Wars 2
- 2012: Resident Evil 6
- 2012: Assassin’s Creed III
- 2012: Halo 4
- 2012: Call of Duty: Black Ops II
- 2013: God of War: Ascension
- 2013: StarCraft II: Heart of the Swarm
- 2013: Star Wars: The Old Republic – Rise of the Hutt Cartel
- 2013: The Last of Us
- 2013: Call of Duty: Origins
- 2013: Infinity Blade III
- 2013: Skylanders: SWAP Force
- 2014: The Last of Us: Left Behind
- 2014: Hearthstone: Heroes of Warcraft
- 2014: The Elder Scrolls Online
- 2014: Die Sims 4
- 2014: Bayonetta 2
- 2014: Mittelerde: Mordors Schatten (Middle-Earth: Shadow of Mordor)
- 2014: Skylanders: Trap Team
- 2014: Call of Duty: Advanced Warfare
- 2014: The Sims 4 Holiday Celebration Pack
- 2015: Mortal Kombat X
- 2015: King’s Quest
- 2015: Skylanders: SuperChargers
- 2015: Star Wars: The Old Republic – Knights of the Fallen Empire
- 2015: Halo 5: Guardians
- 2015: Call of Duty: Black Ops III
- 2015: StarCraft II: Legacy of the Void
- 2015: Star Wars Battlefront
- 2016: Plants vs. Zombies: Garden Warfare 2
- 2016: StarCraft II: Nova Covert Ops
- 2016: Ratchet & Clank
- 2016: World of Warcraft: Legion
- 2016: Mafia III
- 2016: Skylanders: Imaginators
- 2016: World of Final Fantasy
- 2016: Call of Duty: Infinite Warfare
- 2016: Call of Duty: Modern Warfare Remastered
- 2016: Final Fantasy XV
- 2016: Star Wars: The Old Republic – Knights of the Eternal Throne
- 2017: The Elder Scrolls: Legends
- 2017: Star Trek: Bridge Crew
- 2017: Fortnite
- 2017: Mittelerde: Schatten des Krieges (Middle-Earth: Shadow of War)
- 2017: Wolfenstein II: The New Colossus
- 2017: Call of Duty: WWII
- 2017: Star Wars Battlefront II
- 2017: Wolfenstein II: The Freedom Chronicles
- 2018: God of War
- 2018: World of Warcraft: Battle for Azeroth
- 2018: Call of Duty: Black Ops 4
- 2018: Spyro Reignited Trilogy
- 2018: Fallout 76
- 2018: Command and Conquer: Rivals
- 2019: Bloodstained: Ritual of the Night
- 2019: Star Wars: The Old Republic – Onslaught
- 2019: Call of Duty: Modern Warfare
- 2019: Star Wars Jedi: Fallen Order
- 2020: Final Fantasy VII Remake
- 2020: Fallout 76: Wastelanders
- 2020: The Last of Us: Part II
- 2020: World of Warcraft: Shadowlands
- 2021: Ratchet & Clank: Rift Apart
- 2021: Dungeons & Dragons: Dark Alliance
- 2021: Psychonauts 2
- 2021: Halo Infinite
- 2021: Final Fantasy VII: The First Soldier
- 2022: Star Wars: The Old Republic – Legacy of the Sith
- 2022: Destiny 2: The Witch Queen
- 2022: Guild Wars 2: End of Dragons
- 2022: Stranger of Paradise: Final Fantasy Origin
- 2022: Diablo Immortal
- 2022: Fallout 76: Expeditions - The Pitt
- 2022: World of Warcraft: Dragonflight
- 2022: Call of Duty: Mobile
- 2022: Destiny 2: Lightfall
- 2023: Star Wars Jedi: Survivor
- 2023: Diablo IV
- 2023: Guild Wars 2: Secrets of the Obscure
- 2023 Warcraft Rumble
- 2023: Call of Duty: Modern Warfare III
- 2023: Fortnite: Chapter 5
- 2023: LEGO Fortnite
- 2023: Asgard's Wrath II
- 2024: Final Fantasy VII Rebirth
- 2024: The Elder Scrolls Online: Gold Road
- 2024: Star Wars Outlaws
- 2024: Call of Duty: Black Ops 6